# Campionat dels Estats Units de ciclisme en critèrium
El Campionat dels Estats Units de ciclisme en critèrium és una competició ciclista que serveix per a determinar el Campió dels Estats Units de ciclisme en format critèrium o circuit.
La cursa del critèrium se celebrava sempre de manera "open", és a dir, que estava oberta a corredors estrangers amb llicència i residents als Estats Units. Això permetia més competició selectiu amb la contribució dels ciclistes forans que vivien als Estats Units. Quan la cursa era guanyada per un ciclista d'una altra nacionalitat, el Campionat en critèrium, es concedia al ciclista estatunidenc millor classificat a la meta. A partir del 2011 la cursa ja ha estat reservada només per ciclistes nord-americans.

## Palmarès masculí
| Any       | Campió                                  | Segon                                   | Tercer                                  | Guanyador del Critèrium |
| 1982      | John Eustice                            |                                         |                                         |                         |
| 1983      | John Eustice                            |                                         |                                         |                         |
| 1984–1990 | No disputat                             |                                         |                                         |                         |
| 1991      | Greg Oravetz                            | Chris Huber                             | Davis Phinney                           | Greg Oravetz            |
| 1992      | Mike McCarthy                           | Derin Stockton                          | Brian McDonough                         | Stephen Swart           |
| 1993      | Mike Engelman                           | Chris Huber                             | Jamie Paolinetti                        | Andrzej Mierzejewski    |
| 1994      | Dave McCook                             | Steve Sevener                           | Robert Ventura                          | Josef Krzysztof Wiatr   |
| 1995      | Frank McCormack                         | Craig Alan Schommer                     | Christopher Pic                         | Frank McCormack         |
| 1996      | Frank McCormack                         | Jonas Carney                            | John Peters                             | Frank McCormack         |
| 1997      | Jonas Carney                            | Frank McCormack                         | Todd Littlehales                        | Jonas Carney            |
| 1998      | Chann McRae                             | Jonas Carney                            | Ashley Powell                           | Julian Dean             |
| 1999      | Antonio Cruz                            | Derek Bouchard-Hall                     | Mark McCormack                          | Gordon Fraser           |
| 2000      | Derek Bouchard-Hall                     | Antonio Cruz                            | Frank McCormack                         | Derek Bouchard-Hall     |
| 2001      | Kirk O'Bee                              | Derek Bouchard-Hall                     | David McCook                            | Harm Jansen             |
| 2002      | Kevin Monahan                           | Robert Ventura                          | Michael Johnson                         | Henk Vogels             |
| 2003      | Kevin Monahan                           | Chris Horner                            | Mark McCormack                          | Kevin Monahan           |
| 2004      | Jonas Carney                            | Tyler Farrar                            | David McCook                            | Jonas Carney            |
| 2005      | Tyler Farrar                            | David McCook                            | Kyle Wamsley                            | Tyler Farrar            |
| 2006      | Brad Huff                               | Antonio Cruz                            | Dan Schmatz                             | Hilton Clarke           |
| 2007      | Shawn Milne                             | Alex Candelario                         | Antonio Cruz                            | Martin Gilbert          |
| 2008      | Rahsaan Bahati                          | Alex Candelario                         | Mark Hekman                             | Rahsaan Bahati          |
| 2009      | John Murphy                             | Antonio Cruz                            | Jake Keough                             | John Murphy             |
| 2010      | Daniel Holloway                         | Ken Hanson                              | Alex Candelario                         | David Veilleux          |
| 2011      | Eric Young                              | Brad Huff                               | Jake Keough                             |                         |
| 2012      | Ken Hanson                              | Brad Huff                               | Bradley White                           |                         |
| 2013      | Eric Young                              | Ken Hanson                              | Jake Keough                             |                         |
| 2014      | John Murphy                             | Bradley White                           | Daniel Holloway                         |                         |
| 2015      | Eric Marcotte                           | Tyler Magner                            | Luke Keough                             |                         |
| 2016      | Charles Bradley Huff                    | John Murphy                             | Luke Keough                             |                         |
| 2017      | Travis McCabe                           | Eric Young                              | Tyler Magner                            |                         |
| 2018      | Tyler Magner                            | Eric Young                              | Samuel Bassetti                         |                         |
| 2019      | Travis McCabe                           | Eric Young                              | Miguel Bryon                            |                         |
| 2020      | No disputat per la pandèmia de COVID-19 | No disputat per la pandèmia de COVID-19 | No disputat per la pandèmia de COVID-19 |                         |
| 2021      | Luke Lamperti                           | Samuel Bassetti                         | Eric Young                              |                         |

## Palmarès femení
| Any  | Campiona                                | Segona                                  | Tercera                                 |
| 1981 | Connie Carpenter-Phinney                |                                         |                                         |
| 1982 | Connie Carpenter-Phinney                |                                         |                                         |
| 1983 | Connie Carpenter-Phinney                |                                         |                                         |
| 1984 | Betsy Davis                             |                                         |                                         |
| 1985 | Betsy Davis                             |                                         |                                         |
| 1986 | Peggy Maass                             |                                         |                                         |
| 1987 | Sally Zack                              |                                         |                                         |
| 1988 | Sally Zack                              |                                         |                                         |
| 1989 | Ruthie Matthes                          |                                         |                                         |
| 1990 | Karen Livingston-Bliss                  |                                         |                                         |
| 1991 | Shari Kain Rodgers                      |                                         |                                         |
| 1992 | Laura Charameda                         |                                         |                                         |
| 1993 | Rebecca Twigg                           |                                         |                                         |
| 1994 | Karen Livingston-Bliss                  |                                         |                                         |
| 1995 | Laura Charameda                         |                                         |                                         |
| 1996 | Carmen Richardson                       |                                         |                                         |
| 1997 | Karen Livingston-Bliss                  |                                         |                                         |
| 2007 | Tina Pic                                | Jennifer McRae                          | Anna Lang                               |
| 2008 | Brooke Miller                           | Theresa Cliff-Ryan                      | Jennifer MacRae-Evans                   |
| 2009 | Tina Pic                                | Brooke Miller                           | Shelley Olds                            |
| 2010 | Shelley Olds                            | Erica Allar                             | Lauren Tamayo                           |
| 2011 | Theresa Cliff-Ryan                      | Laura Van Gilder                        | Kelly Benjamin                          |
| 2012 | Theresa Cliff-Ryan                      | Jade Wilcoxson                          | Jennifer Purcell                        |
| 2013 | Alison Powers                           | Amanda Miller                           | Theresa Cliff-Ryan                      |
| 2014 | Coryn Rivera                            | Erica Allar                             | Samantha Schneider                      |
| 2015 | Kendall Ryan                            | Tina Pic                                | Brianna Walle                           |
| 2016 | Lauren Tamayo                           | Elle Anderson                           | Sara Tussey                             |
| 2017 | Erica Allar                             | Lauren Stephens                         | Irena Ossola                            |
| 2018 | Leigh Ann Ganzar                        | Kelly Catlin                            | Jennifer Luebke                         |
| 2019 | Emma White                              | Lily Williams                           | Kendall Ryan                            |
| 2020 | No disputat per la pandèmia de COVID-19 | No disputat per la pandèmia de COVID-19 | No disputat per la pandèmia de COVID-19 |
| 2021 | Kendall Ryan                            | Megan Jastrab                           | Coryn Rivera                            |